# Gone till November
Gone till November is een nummer van de Haïtiaans-Amerikaanse rapper Wyclef Jean uit 1998. Het is de derde single van zijn eerste soloalbum The Carnival.
"Gone till November" kent een iets meer pop-georiënteerd geluid dan Jean eerder doet. Het nummer leverde Jean in diverse landen een hit op. Zo bereikte het de 7e positie in de Amerikaanse Billboard Hot 100. In de Nederlandse Top 40 bereikte het nummer de 17e positie.